# Stains
Stains je severno predmestje Pariza in občina v  departmaju Seine-Saint-Denis osrednje francoske regije Île-de-France. Leta 1999 je imelo naselje 32.839 prebivalcev.

## Geografija
Stains leži v severozahodnem delu departmaja 12 km severno od središča Pariza. Občina meji na vzhodu na Dugny, na jugovzhodu na La Courneuve, na jugu na Saint-Denis, na zahodu na Pierrefitte-sur-Seine, na severu in severovzhodu pa na občini v departmaju Val-d'Oise Sarcelles in Garges-lès-Gonesse.

## Administracija
Stains je sedež istoimenskega kantona, vključenega v okrožje Saint-Denis.

## Pobratena mesta
- Al Amari (Izrael, Palestina),
- Cheshunt (Združeno kraljestvo),
- Figuig (Maroko),
- Luco dei Marsi (Italija),
- Menguémé (Kamerun),
- Saalfeld (Nemčija).